# ديار في قلب المحيط
ديار في قلب المحيط (باليابانية: 雨を告げる漂流団地) هو فيلم أنمي فنتازيا مغامرات كوميدي دراما ياباني من إخراج هيروياسو إيشيدا وإنتاج استوديو كولوريدو، صدر الفيلم في 16 سبتمبر 2022 على منصة نتفليكس.

## روابط خارجية
- ديار في قلب المحيط على موقع IMDb (الإنجليزية)
- ديار في قلب المحيط على موقع ميتاكريتيك (الإنجليزية)
- ديار في قلب المحيط على موقع روتن توميتوز (الإنجليزية)
- ديار في قلب المحيط على موقع نتفليكس (الإنجليزية)
- ديار في قلب المحيط على موقع ألو سيني (الفرنسية)
- ديار في قلب المحيط على موقع فيلمافينيتي (الإسبانية)
- ديار في قلب المحيط على موقع قاعدة بيانات الفيلم (الإنجليزية)
- ديار في قلب المحيط على موقع ليتربوكسد (الإنجليزية)
- ديار في قلب المحيط على موقع كينوبويسك (الروسية)
- ديار في قلب المحيط على موقع ANN anime (الإنجليزية)